# Six Songs (álbum)
Six Songs es un álbum de The Melvins, lanzado en 1986 por C/Z Records. El álbum también fue lanzado como Six Songs (1986 en vinilo), Eight Songs (1991 en vinilo), 10 Songs (1991 en CD) y 26 Songs (2003 en CD). Las canciones estas sacadas de dos sesiones de 1986.
- Los Tracks 1 a 10 fueron sacados de las versiones en LP/CD de Eight Songs y 10 Songs de 1991.

- Los Tracks 11 a 16 fueron sacadas de la versión original del vinilo Six Songs.

- Los Tracks 17 a 19 fueron sacados del sencillo en vinilo Outtakes From First 7 inch[5] de 1986.

- Los Tracks 20 a 24 son demos de garage.

- El Track 20 fue sacado de la cinta compilatoria Northwest Hardcore.

- El Track 22 fue sacado de la cinta compilatoria Let's Kiss de K Records.

- "Ever Since My Accident" está disponible en la compilación Kill Rock Stars con una mejor calidad.

- El Track "26" es "Hugh", una grabación que era puesta como b-side en los demos en casetes, los cuales regalaban en los lugares que tocaban y en las discográficas para promover la banda.

En el tracklisting del booklet del CD alista 26 tracks pero por razones desconocidas el CD solo tiene 25 tracks con  "Ever Since My Accident" y "Hugh" juntas haciendo el track 25 y no individuales como están acreditados los tracks.

## Lista de canciones

### Six Songs

#### Lado 1
1. "Easy as It Was" – 2:54
2. "Now a Limo" – 0:55
3. "Grinding Process" – 2:37

#### Lado dos
1. "At a Crawl" – 3:04
2. "Disinvite" – 1:22
3. "Snake Appeal" – 1:39

### Eight Songs

#### Lado uno
1. "Easy as It Was" – 2:54
2. "Now a Limo" – 0:55
3. "Grinding Process" – 2:37
4. "#2 Pencil" – 3:08

#### Lado dos
1. "At a Crawl" – 3:04
2. "Disinvite" – 1:22
3. "Snake Appeal" – 1:39
4. "Show Off Your Red Hands" – 2:57

### 10 Songs
1. "Easy as It Was" – 2:54
2. "Now a Limo" – 0:55
3. "Grinding Process" – 2:37
4. "#2 Pencil" – 3:08
5. "At a Crawl" – 3:04
6. "Disinvite" – 1:22
7. "Snake Appeal" – 1:39
8. "Show Off Your Red Hands" – 2:57
9. "Over From Underground" – 2:22
10. "Cray Fish" – 3:06

### 26 Songs
1. "Easy as It Was" – 2:54
2. "Now a Limo" – 0:55
3. "Grinding Process" – 2:37
4. "#2 Pencil" – 3:08
5. "At a Crawl" – 3:04
6. "Disinvite" – 1:22
7. "Snake Appeal" – 1:39
8. "Show Off Your Red Hands" – 2:57
9. "Over From Underground" – 2:22
10. "Cray Fish" – 3:06
11. "Easy As It Was" – 2:39
12. "Now a Limo" – 0:53
13. "Grinding Process" – 2:44
14. "At a Crawl" – 3:13
15. "Disinvite" – 1:23
16. "Snake Appeal" – 1:52
17. "Set Me Straight" – 3:09
18. "Show Off Your Red Hands" – 2:57
19. "#2 Pencil" – 3:18
20. "Grinding Process" – 2:17
21. "Snake Appeal" – 1:43
22. "At a Crawl" – 2:52
23. "Operation Blessing" – 0:45
24. "Breakfast on the Sly" – 1:51
25. "Ever Since My Accident / Hugh" – 15:01

## Personal
- The Melvins:
  - Buzz Osborne - guitarra, voz
  - Matt Lukin - bajo, coros
  - Dale Crover - batería
- Chris Hanzsek - Producción, ingeniero de sonido
- Mackie Osborne - nuevo arte del relanzamiento de 26 Songs
- Krist Novoselic - Fotógrafo